# Вінавер Максим Мойсейович
Вінавер Максим Мойсейович (1863 (за іншими даними — в 1862), Варшава, Російська імперія — 10 жовтня, 1926, Мантон-Сен-Бернар, Франція) — адвокат, громадський діяч, активний учасник єврейського національного руху, член першої Державної Думи від міста Санкт-Петербург, один із засновників конституційно-демократичної партії, один із найближчих соратників Павла Мілюкова.

## Освіта
Початкову освіту одержав у 3-й Варшавській гімназії, а вищу отримав у Варшавському університеті, на юридичному факультеті. Завершивши навчання в університеті, написав роботу «Дослідження пам'яток польського звичайного права» .

## Адвокатська діяльність
Поскільки від 1889 року у Російській імперії євреям було заборонено обіймати посаду адвоката, Вайнвер був змушений працювати помічником присяжного повіреного протягом 18-ти років, вступивши до присяжної адвокатури петербурзького округу. Олександр Солженіцин так відгукувався про Максима Вінавера :

| Легко прославитися на захисті кримінальному - тут реакція преси, публіки, а знаменитість цивіліста досягається важко: його можуть оцінити тільки судді та колеги. Як єврея Вінавера довго не пускали в звання присяжного повіреного, все тримали в «помічниках», - але й він умів відігратися на Сенаті: так виступити там, що сенатори німіли. І вів їх ініціативно: то на захист їхніх же традицій проти нововведень, то на захист нововведень проти традиції, - проте завжди до того рішення, яке Вінавер вважав за потрібне. Оригінальний текст (рос.) Легко прославиться на защите уголовной — тут реакция прессы, публики, а знаменитость цивилиста достигается трудно: его могут оценить только судьи да коллеги. Как еврея Винавера долго не пускали в звание присяжного поверенного, все держали в «помощниках», — но и он умел отыграться на Сенате: так выступить там, что сенаторы немели. И вел их инициативно: то в защиту их же традиции против новшеств, то в защиту нововведений против традиции, — однако всегда к тому решению, которое Винавер считал нужным. |
У липні 1904 року був затверджений у званні присяжного повіреного. Після утвердження на посаді займався кримінальними справами, де відстоював права євреїв. Він, зокрема, організовував захист Давида Блондеса у Вільно, який звинувачувався у ритуальному вбивстві. Саме завдяки його втручанню ця справа була виграна. Вінавер також виступив у ролі цивільного позивача від імені євреїв, що постраждали під час Гомельського погрому у 1904 році, але, звинувативши суд в упередженості, на чолі групи адвокатів залишив процес.

## Політична діяльність
Залишаючись на посаді адвоката, Максим Вінавер брав активну участь у визвольному русі. Вже у 1905 році стає одним з лідерів конституційно-демократичної партії, головуючи на установчому з'їзді в Москві та увійшовши до складу членів її ЦК. Наступного року його було обрано до першої Державної Думи від міста Санкт-Петербург. Там він бере участь у роботі комісій про відповідну адресу, недоторканність особи, цивільну рівність, союзи і збори. Був засуджений на 3 місяці в'язниці за підписання Виборзької відозви із закликом відмовитися від сплати податків і постачання рекрутів. Після лютневої революції Тимчасовим урядом був призначений на посаду сенатора. Виступаючи на 7-му з'їзді партії кадетів (березень) з доповіддю про тактику, заявив:
| Подання про злиття нас з урядом, перейменування нас в урядову партію було б помилкою навряд чи правильним по суті і небезпечним і для нашої діяльності, і для діяльності уряду. Ми повинні являти собою частину суспільства, думки країни..Оригінальний текст (рос.) Представление о слиянии нас с правительством, переименовании нас в правительственную партию было бы заблуждением едва ли правильным по существу и опасным и для нашей деятельности, и для деятельности правительства. Мы должны представлять собой часть обществ, мнения страны. |
У березні очолив агітаційно-видавничу комісію партії, яка ставила завдання видати програму партії, а також окремі брошури і листівки з доповідями делегатів з'їзду. Після Квітневої кризи група Володимира Набокова і Максима Вінавера зблизилась із лівим флангом партії. На 8-му з'їзді партії він знову увійшов у склад ЦК. 3 травня на спільному засіданні Тимчасового уряду, Тимчасового Комітету Державної Думи і представників Ради РСД П. Долгоруков і Вінавер вручили кн. Г. Львову кадетський ультиматум про програму уряду і його склад (не менше 4 представників партії).
На початку травня він здійснив ряд поїздок з метою ознайомлення зі станом справ у партійних організаціях і підготовці до майбутніх муніципальних виборів. 1 червня на засіданні ЦК партії виступив проти відставки кадетських міністрів, вимагав введення смертної кари за антивоєнну пропаганду. Після провалу виступу генерала Корнілова добився тимчасового усунення Мілюкова від керівництва партією.

### Єврейський рух
Він також брав участь у єврейському громадському русі, був одним із засновників рос. «Союза для достижения равноправия еврейского народа в России». У 1907 році заснував рос. «Еврейскую народную группу»; під його головуванням Історико-Етнографічна комісія при «Товаристві поширення освіти між євреями в Росії» видала зібрання матеріалів для історії євреїв в Росії «Регести і Написи».

### Кримський період
Як відомий лідер ліберального руху, брав участь у написанні закону про вибори до Установчих зборів (під керівництвом Федора Кокошкіна), куди був згодом обраний від партії кадетів. Напркінці 1917 року був заарештований Військово-революційним комітетом, але після допиту був відпущений. Згодом він покидає Петроград, перебравши до Москви де відстоює союз з країнами Антанти. Пізніше переїжджає до Києва, а вже звідти — у Крим. Під час німецької окупації проживає разом із сім'єю у Алушті. Там він включився у політичне життя регіону, обійнявши 14 листопада 1918 року посаду Міністра закордонних справ другого Кримського крайового уряду. На цій посаді політик намагався організувати захист міста Севастополь військами союзників. Пізніше він навіть написав книгу «Наше правительство. (Крымские воспоминания 1918–1919 гг.)» про свою діяльність у цей період, яка була видана його сином Євгеном у 1928 році у Парижі.

### У еміграції
Захоплення Кримського півострова Червоною Армією призвело до евакуації уряду до Севастополя. 15 квітня 1919 року він, разом із сім'єю і колегами, покидає Крим на грецькому човні «Надія», що пливтиме у Пірей. За кордоном він вливається у ліве крило кадетської еміграції, очолить паризький комітет партії кадетів. Ціллю продовження його політичної діяльності у Франції було привернути увагу союзних держав до виконання ними завдання визволення Росії від більшовизму. Крах інтервенції та поразка генерала Врангеля змусив Вінавера, разом із Олександром Коноваловим та Миколою Авксєнтьєвим, закликав до «об'єднання всіх демократичних течій всередині еміграції» з метою боротьби за демократичну Росію. Очолював рос. "Русское издательское дело в Париже", був одним із засновників газети «Последние новости».

## Наукова діяльність
Окрім громадської та політичної діяльності Максим Мойсейович займався наукою. Він, зокрема, викладав у новому Брюссельському університеті і Паризькій вищій школі суспільних наук. Після еміграції до Франції читав курс російського громадянського права в Російському університеті при Сорбонні, ініціатором створення якого і був. Найвідомішими його роботами є:
- «Исследование памятников польского обычного права на немецком языке» (Варшава, 1888) (рос.), (пол.)

Публікувався у газетах і журналах «Журнал Министерства Юстиции», «Право», «Вестник Права», «Вестник Европы». З 1904 по 1906 рік був разом із одним із редакторів «Вісника Права», з 1909 року бере участь у редагуванні «Трудов Санкт-Ппетербурзького юридичного товариства». За його участю видаються журнал «Єврейська Старина» і газета «Новий Схід», видавав журнал «Вестник гражданского права» у 1913-17 роках. Засновник і редактор журналу «Єврейська трибуна» (з 1919 року) і газети «Ланка» (з 1923 року). Статті:
- «Об источниках Х тома» (Санкт-Петербург, 1902) (рос.)
- «Хартия вольностей казенных» (Санкт-Петербург, 1902) (рос.)
- «Гражданская ответственность должностных лиц» (Санкт-Петербург, 1902) (рос.)
- «Очерки об адвокатуре» (Санкт-Петербург, 1902) (рос.)
- «Адвокатура и правовое государство» (1906) (рос.)
- «Конфликты в 1-й Думе» (1907) (рос.)
- «Парламентские речи» (1907) (рос.)
- «Из области цивилистики» (Санкт-Петербург, 1908) (рос.)
- «История Выборгского воззвания» 1917) (рос.)
- «Недавнее. Воспоминания и характеристики» 1917) (рос.)

## Меценатська діяльність
19 березня 1918 року під керівництвом Максима Мойсейовича відбулось зібрання засновників Союзу письменників. Свого часу Максим Мойсейович виразив значну підтримку одному з найвідоміших представників художнього авангарду XX століття — Марку Шагалу:
| ... Вінавер був першим, хто купив у мене дві картини. Йому, адвокату, знаменитому депутату, сподобалися бідні євреї, що натовпом йдуть з верхнього кута моєї картини за нареченим, нареченою і музикантами.Оригінальний текст (рос.) …Винавер был первым, кто купил у меня две картины. Ему, адвокату, знаменитому депутату, понравились бедные евреи, толпой идущие из верхнего угла моей картины за женихом, невестой и музыкантами. |